# Маррс, Джим
Джим Маррс (англ. Jim Marrs) (5 декабря 1943 — 2 августа 2017) — американский писатель-конспиролог, бывший журналист. Маррс написал 13 книг на различные темы. Самая известная из них — «Перекрёстный огонь» (Crossfire), опубликованная в 1989 году. Книга стала основой фильма «Джон Ф. Кеннеди. Выстрелы в Далласе» (1991), снятого Оливером Стоуном. В России книги Маррса не издавались.

## Биография
Джим Маррс родился в городе Форт-Уэрт в Техасе. Он получил степень бакалавра журналистики в Университете Северного Техаса в 1966 году, также на протяжении двух лет посещал школу выпускников Техасского технологического университета в Лаббоке.
Маррс работал журналистом в нескольких газетах штата, включая газету «Fort Worth Star-Telegram», в которой он с 1968 года был полицейским репортёром, а также освещал международные события в Европе и на Ближнем Востоке.
Во время Войны во Вьетнаме Маррс служил в разведке Четвёртой Армии США (расформирована в 1971 году). На войне он был военным обозревателем «Fort Worth Star-Telegram».
С 1980 года Маррс работал журналистом-фрилансером, а также PR-консультантом. Он также редактировал местную еженедельную газету, ежемесячный туристический таблоид, сотрудничал с местным кабельным телевидением.

### Болезнь и смерть
В марте 2017 года на официальной странице Маррса в Facebook появилось сообщение о неопределённой болезни, из-за которой он был вынужден отменить два своих выступления: на 5-й ежегодной конференции Out of This World UFO Conference в Эдинбурге и на конференции Free Your Mind в Филадельфии.
В июне 2017 года появились дополнительные подробности болезни Маррса: стало известно, что он проходит процедуру почечного диализа, а также теряет способность видеть единственным оставшимся глазом.
Маррс умер 2 августа 2017 года в возрасте 73 лет.

## Книги
- 2013 — «Наша оккультная история: скрывает ли глобальная элита правду о древних инопланетянах?» (Our Occulted History: Do the Global Elite Conceal Ancient Aliens) — книга обсуждает возможность того, что человеческая раса была «выведена» пришельцами с планеты Нибиру, которые до сих пор тайно присутствуют на Земле, сотрудничая с мировыми элитами[6].

- 2008 — «Восход четвертого рейха — секретные общества, которые угрожают захватить Америку» (The Rise of the Fourth Reich) — книга рассказывает о том как американская правящая элита в скрытой форме реализует идеи национал-социализма[7][8].
- 2000 — «План Чужих» (Alien Agenda: Investigating the Extraterrestrial Presence Among Us) — книга посвящена тайной связи мировых правительств с инопланетянами[9].